# Thermaceae
Ordre
Synonymes
- Marinithermaceae Chuvochina et al. 2024

Les Thermaceae sont une famille de bacilles à Gram négatif de l'ordre des Thermales. Son nom provient de Thermus qui est le genre type de cette famille.

## Liste de genres
Selon la LPSN (27 avril 2025) cette famille contient les genres suivants :
- Allomeiothermus Jiao et al. 2023
- Calidithermus Raposo et al. 2019
- Marinithermus Sako et al. 2003
- Meiothermus Nobre et al. 1996
- Oceanithermus Miroshnichenko et al. 2003
- Rhabdothermus Steinsbu et al. 2011
- Thermus Brock & Freeze 1969 – genre type
- Vulcanithermus Miroshnichenko et al. 2003